# Museo Etpison
El Museo Etpison es un museo ubicado en Koror (Palaos). 

## Historia
El terreno para la construcción del museo fue donado por el ex presidente de Palaos Ngiratkel Etpison. Fue inaugurado en agosto de 1999. En 2014 se renovó y se agregaron más expositores.

## Arquitectura
El museo, con una superficie de 279 m², cuenta con tres plantas y fue diseñado por Shallum y Mandy Etpison.

## Exposiciones
En él se exhiben varios artefactos sobre la historia de la nación, monedas, sitios arqueológicos y ropa entre otros.

## Instalaciones
Cuenta con una tienda de regalos.